# Rosita (film 1923)
Rosita è un film muto del 1923 diretto da Ernst Lubitsch e, non accreditato, Raoul Walsh. Suo fratello George Walsh ha nel film il ruolo di don Cesare di Bazan,

## Trama

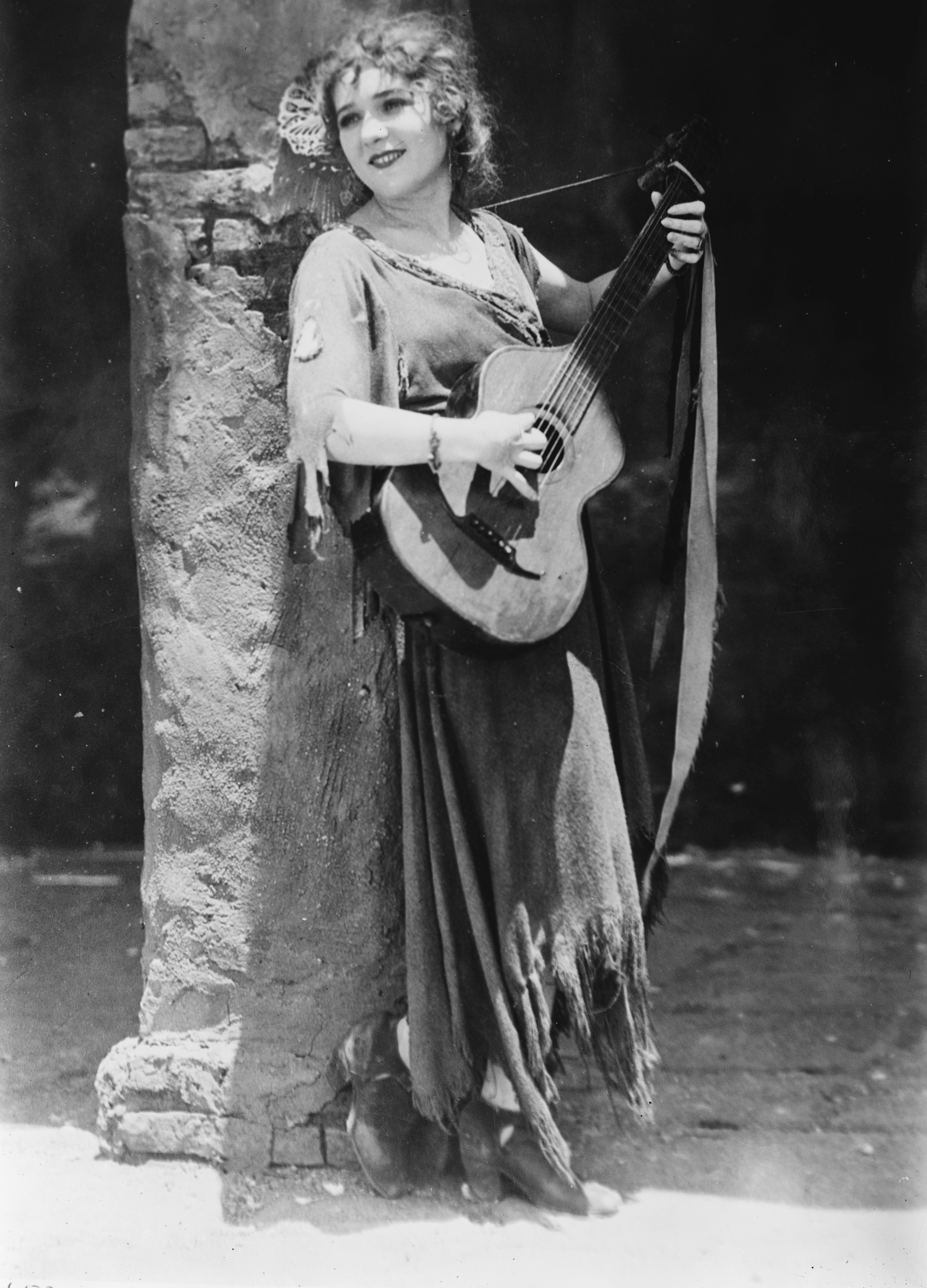
Rosita, cantante di strada

## Produzione
Il film fu prodotto dalla Mary Pickford Company. Fu il primo film girato da Lubitsch negli Stati Uniti. Mary Pickford fece venire il regista dall'Europa e cercò di fargli dirigere Dorothy Vernon of Haddon Hall che Lubitsch rifiutò con decisione. "Lubitsch sa, dunque, quel che si aspetta da lui il cinema hollywoodiano: se agli inizî, appena arrivato in California, rifiuta un orrendo progetto pseudo elisabettiano che l'attrice-produttrice Mary Pickford vorrebbe imporgli, e cerca vanamente di convincerla a interpretare Margherita in un Faust (dunque ancora si illude, da buon allievo di Reinhardt, di poter mettere in vendita l'Alta Cultura), ben presto trova un compromesso con la Spagna fasulla di Rosita, derivata dal Don Cesar di Bazan".

## Distribuzione
Distribuito dall'United Artists, il film uscì nelle sale cinematografiche statunitensi il 3 settembre 1923. Ebbe una distribuzione internazionale: in Finlandia, uscì il 2 aprile 1925; in Portogallo, con il titolo Rosita, Cantora das Ruas, il 4 luglio 1927.
Copie della pellicola sono conservate negli archivi della Gosfilmofond film e del Mary Pickford Institute for Film Education film collection.

### Censura
Nella versione distribuita in Italia la censura italiana cambiò il personaggio del re in quello di un governatore, e soppresse, dopo la didascalia "Guardate, voi farete la stessa fine" la scena in cui don Diego, guardando attraverso l'inferriata, vede l'ombra di un uomo, impiccato, penzolante dalla forca.